# Meroplius elephantis
Meroplius elephantis är en tvåvingeart som beskrevs av Iwasa 1994. Meroplius elephantis ingår i släktet Meroplius och familjen svängflugor.
Artens utbredningsområde är Thailand. Inga underarter finns listade i Catalogue of Life.